# Brigade
Brigade jest to brytyjski zespół rockowy rodem z Londynu. 25 maja 2005 grupa zrealizowała swój pierwszy album nazwany Lights. Artyści mimo pozytywnych recenzji albumu jak dotąd nie osiągnęli dużej popularności.

## Członkowie zespołu
- Will Simpson - gitara, wokal
- James Plant - gitara, wokal
- Naoto Hori - gitara basowa
- Nathaniel ‘Fim’ Finbow - perkusja

## Lista utworów znajdujących się na płycie "Lights"
- Magneto
- Meet Me At My Funeral
- Assemble / Dissemble
- Made To Wreck
- I'll Be Your Emergency
- Go Slow
- Adjust
- Guillotine
- Null And Void
- Queenie
- The Hits The Scrapes